# R/V Skagerak (2017)

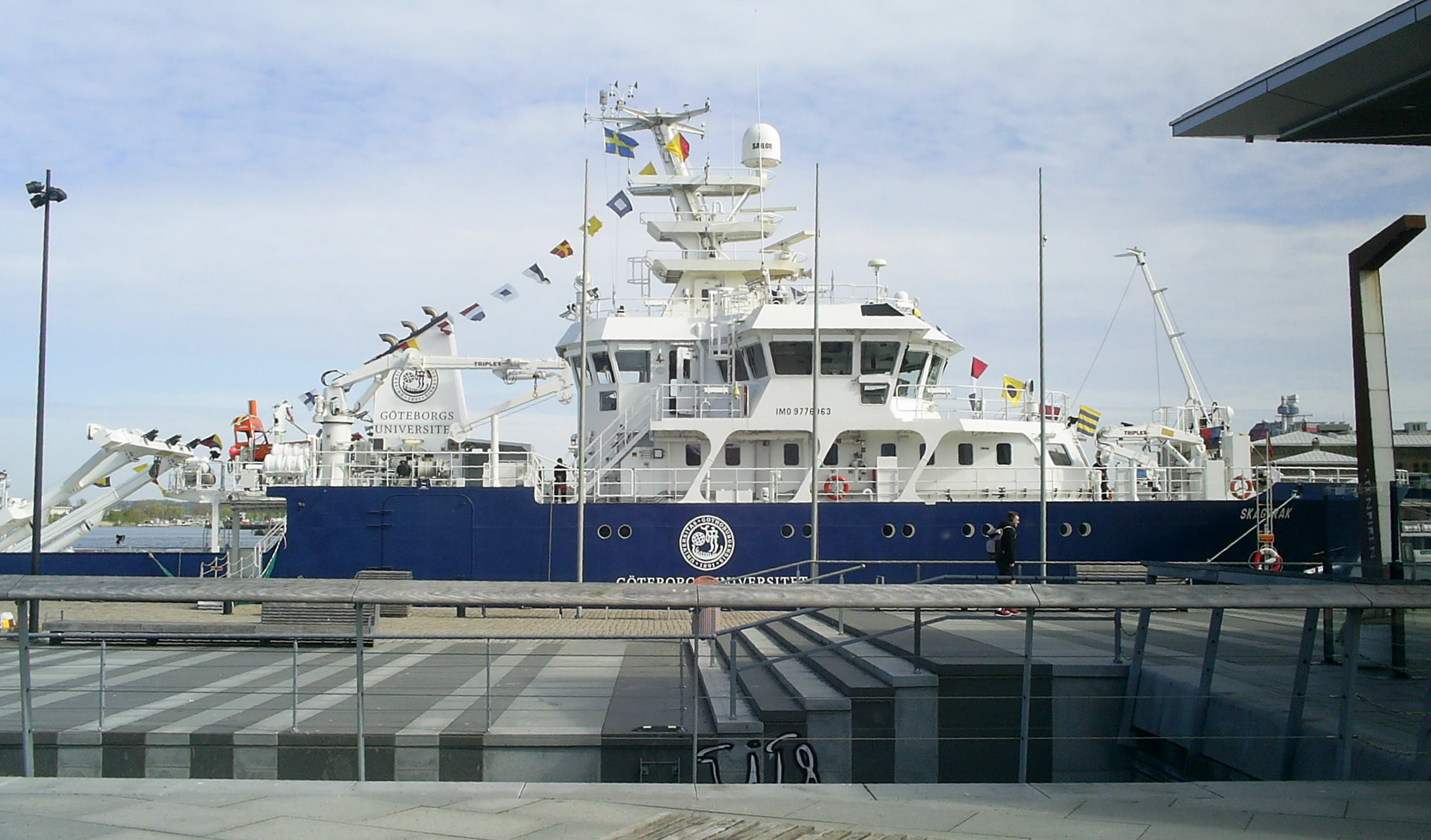

R/V Skagerak är ett forskningsfartyg som byggts för Marina Infrastrukturen vid Göteborgs universitet för att ersätta det 45 år gamla fartyget R/V Skagerak (1968).
Det byggdes på varvet Nauta Shiprepair Yard S.A. i Gdynia i Polen. Projektet försenades med flera år, och slutarbetet genomfördes på Falkvarv i Falkenberg 2020–2021. Fartyget levererades färdigt i juni 2021.
Fartyget är konstruerat för en bränsleförbrukning som beräknas vara upp till 40% lägre än föregående namne.
Fartyget döptes av kung Carl XVI Gustaf den 15 oktober 2021 vid Nya Varvet i Göteborg.
Namnet Skagerak har använts också tidigare för svenska statsägda forskningsfartyg på västkusten: Skagerak I, Skagerak II och R/V Skagerak (1968).